# Siatkówka na siedząco na Letnich Igrzyskach Paraolimpijskich 2012
Siatkówka na siedząco na Letnich Igrzyskach Paraolimpijskich 2012 w Londynie rozgrywana była między 30 sierpnia – 8 września, w hali ExCeL.

## Kwalifikacje
Do igrzysk zakwalifikowało się 10 drużyn – w turnieju mężczyzn, i 8 – w turnieju kobiet.

## Medaliści
| Konkurencja                  | Złoto                | Srebro            | Brąz    |
| Turniej mężczyzn (szczegóły) | Bośnia i Hercegowina | Iran              | Niemcy  |
| Turniej kobiet (szczegóły)   | Chiny                | Stany Zjednoczone | Ukraina |

## Tabela medalowa
| Miejsce | Państwo              | Złoto | Srebro | Brąz | Razem |
| ------- | -------------------- | ----- | ------ | ---- | ----- |
| 1.      | Bośnia i Hercegowina | 1     | 0      | 0    | 1     |
| 1.      | Chiny                | 1     | 0      | 0    | 1     |
| 3.      | Iran                 | 0     | 1      | 0    | 1     |
| 3.      | Stany Zjednoczone    | 0     | 1      | 0    | 1     |
| 5.      | Niemcy               | 0     | 0      | 1    | 1     |
| 5.      | Ukraina              | 0     | 0      | 1    | 1     |